# Flaggcichlid
Flaggcichlid (Mesonauta insignis) är en fiskart som först beskrevs av Heckel, 1840.  Flaggcichlid ingår i släktet Mesonauta och familjen Cichlidae. Inga underarter finns listade i Catalogue of Life.